# Paul Berg

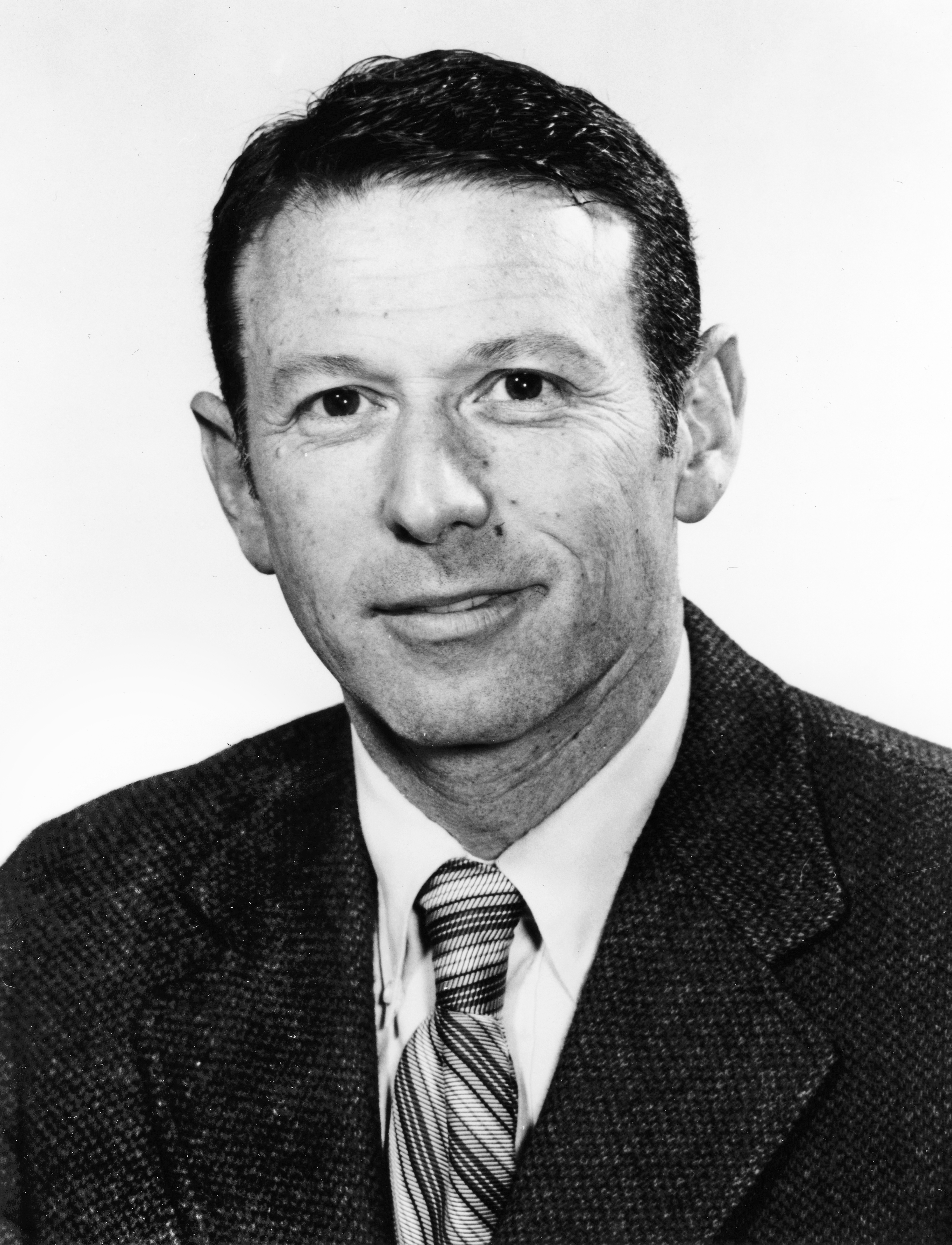
Paul Berg (1980)

Paul Berg (* 30. Juni 1926 in New York City, New York; † 15. Februar 2023 in Stanford, Kalifornien) war ein US-amerikanischer Biochemiker und Molekularbiologe. 1980 wurde ihm der Nobelpreis für Chemie für seine Beiträge zur Biochemie der Nukleinsäuren und zur Entwicklung der DNA-Rekombinationsmethoden verliehen.

## Leben
Paul Berg wurde 1926 in New York geboren und studierte bis 1948 an der Pennsylvania State University. 1952 wurde er an der Case Western Reserve University in Ohio promoviert. Sein Ruf auf eine Professur für Biochemie an die Stanford University in Kalifornien erfolgte 1959.

## Werk
Während gemeinsam mit ihm Frederick Sanger und Walter Gilbert für ihre Arbeiten zur Sequenzierung der DNA mit dem Nobelpreis ausgezeichnet wurden, befasste sich Berg vor allem mit den Methoden der rekombinanten DNA-Technologie. Ab 1965 interessierte er sich für die Forschungen von Renato Dulbecco zum Polyomavirus. Während eines „Sabbatical Year“ in Dulbeccos Labor im Jahre 1967/68 entwickelte er die Idee, dass eine virusvermittelte Tumorentstehung mit einer Integration des Virusgenoms ins Wirtszellgenom und der folgenden Expression von viralen Genen in der Wirtszelle zusammenhing. Er fasste den Entschluss, in den nächsten Jahren SV40 als Modellorganismus für die Tumorforschung und zur Entwicklung der später sogenannten rekombinanten DNA-Techniken zu verwenden. 1972 veröffentlichte er die Ergebnisse eines Experimentes, bei dem in seinem Labor ein sogenanntes „Hybdrid-Genom“ aus dem Viruschromosom und Plasmid-DNA erzeugt wurde. Dabei enthielt das Plasmid Teile der DNA des Bakteriophagen Lambda und dreier E-Coli-Gene, die für die bakterielle Galaktoseverwertung zuständig sind. 1979 publizierte er die Ergebnisse des erfolgreichen Versuches, mithilfe von SV40 das β-Globin-Gen von Kaninchen in Nierenzellen von Affen zu exprimieren.
Trotz seiner persönlichen Erfolge und Fortschritte bei der DNA-Forschung warnte Paul Berg vor den Risiken dieser Technik und war hauptverantwortlich für das 1975 auf der Asilomar Conference on Recombinant DNA international beschlossene Moratorium zur Gentechnik, welches über mehrere Jahre die Forschung an bestimmten, besonders heiklen Experimenten durch freiwilligen Verzicht unterband.

## Auszeichnungen (Auswahl)
- 1959: Eli Lilly Award in Biological Chemistry
- 1966: Mitglied der American Academy of Arts and Sciences
- 1966: Mitglied der National Academy of Sciences
- 1966: Fellow der American Association for the Advancement of Science
- 1980: Albert Lasker Award for Basic Medical Research
- 1980: Gairdner Foundation International Award
- 1980: Nobelpreis für Chemie
- 1981: Mitglied der Académie des sciences
- 1983: National Medal of Science für Biologie
- 1983: Mitglied der American Philosophical Society
- 1996: Mitglied der Päpstlichen Akademie der Wissenschaften
- 1999: Max-Delbrück-Medaille
- 2005: Biotechnology Heritage Award